# Makan Konaté
Makan Konaté, né le 10 novembre 1991 à Bamako, est un footballeur malien qui évolue au poste de milieu offensif.

## Biographie

### En club
En novembre 2013, il signe avec Persib. Il fait partie de l'équipe qui remporte le championnat d'Indonésie 2014. Dans ce match, Persib a réussi à battre Persipura Jayapura grâce aux tirs au but (5-3).
En janvier 2016, il rejoint le Terengganu FC dans le championnat de Malaisie.
En décembre 2017, il retourne en Indonésie et joue en faveur de Sriwijaya, après avoir été vendu par Terengganu.
Le 15 juillet 2018, Konaté signe en faveur d'Arema pour y jouer lors de la saison 2018.
Le 27 janvier 2021, Konaté signe un contrat d'un an avec le Terengganu pour un transfert gratuit, en compagnie de David da Silva. Alors qu'il réalise une bonne saison lors de sa deuxième année à l'étranger, avec 20 apparitions et un but, Konate décide de retourner en Indonésie à la fin de l'année.
Le 29 décembre 2021, Konaté revient en Indonésie et signe un contrat d'un an avec le Persija Jakarta pour la saison 2021-22.
Le 16 juin 2022, Konaté quitte officiellement le Persija. Konaté est apparu 14 fois avec Persija.
Konaté signe alors avec le RANS Nusantara pour y jouer lors de la saison 2022-23.

### Carrière internationale
Il fait partie du Mali -17 ans puis du Mali -19 ans.